# 1982 год в авиации
Список событий в авиации в 1982 году.

## События
- 3 апреля — первый полёт пассажирского самолёта Airbus A310, укороченой версии модели A300.
- 25 сентября — первый полёт советского экспериментального штурмовика Ил-102.
- 10 ноября — первый полёт советского ударного вертолёта Ми-28.
- 13 декабря — первый полёт первого серийного Ан-32.[1]
- 24 декабря — первый полёт советского транспортного самолёта Ан-124 («Руслан»), являющегося крупнейшим серийным транспортным самолётом в мире.

### Без точной даты
- Первый полёт последней серийной модификации самолёта Ту-154 — Ту-154М.[2]
- Июнь — основана авиакомпания Air Creebec.
- Основана авиакомпания Trans States Airlines.
- Основана авиакомпания Aero Caribbean.

## Персоны

### Скончались
- 3 января — Москалёв, Александр Сергеевич, советский авиаконструктор, профессор (1941), кандидат технических наук (1950), инженер-полковник.
- 2 июня — Михайличенко, Иван Харлампович, советский лётчик-штурмовик, дважды Герой Советского Союза.

#### Без точной даты
- Чаромский, Алексей Дмитриевич, советский конструктор авиационных и танковых дизелей, доктор технических наук (1953 год), генерал-майор инженерно-авиационной службы (1944 год), лауреат Сталинской премии первой степени (1943).